# Louise (chanson)
Pour les articles homonymes, voir Louise.
Clip vidéo
[vidéo] « Louise - Maurice Chevalier (1929) », sur YouTube
Louise est une chanson d'amour, en anglais, composée par Richard A. Whiting, et écrite par Leo Robin, pour le film musical américain La Chanson de Paris, de Richard Wallace de 1929. Interprétée en anglais par Maurice Chevalier, et enregistrée en disque 78 tours chez Victor Talking Machine Company, elle est un des succès international phare de l'important répertoire de sa carrière,.

## Histoire

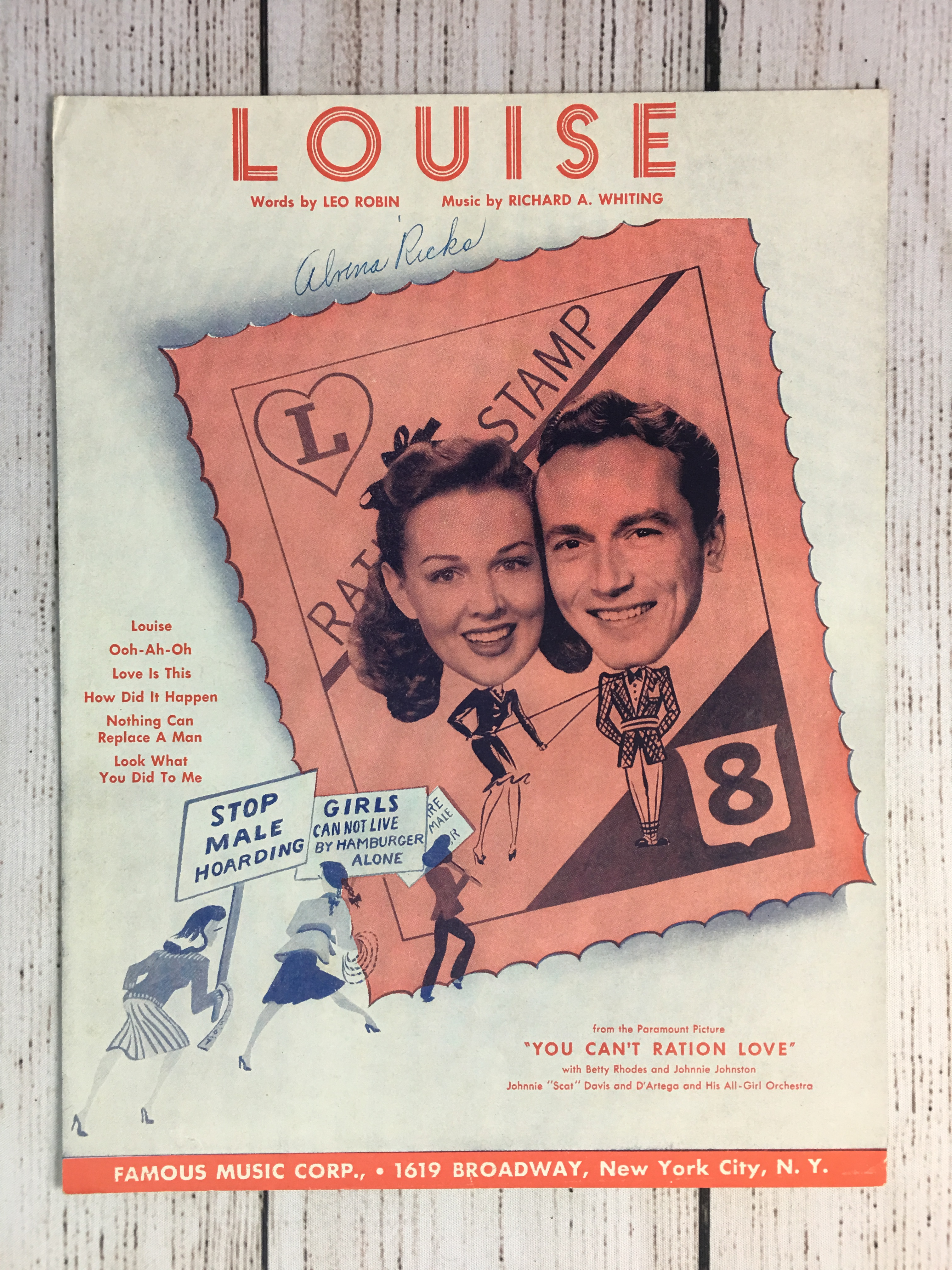
Affiche du film You Can't Ration Love, de Lester Fuller (1944)

La Chanson de Paris, de Richard Wallace, est le premier film musical de la Paramount Pictures d'Hollywood en 1929, film en noir et blanc adapté de la pièce de théâtre Marché aux puces, un des premiers films du cinéma sonore à doublage de musique de l'histoire du cinéma. Maurice Chevalier (célèbre en France, âgé de 41 ans) commence son importante carrière d'acteur-chanteur à succès aux États-Unis, avec ce premier triomphe américain, avec entre autres la reprise d'un autre de ses grands succès Valentine (chanson) de 1925. « Wonderful oh it wonderful, to be in love with you, beautiful you're so beautiful, you haunt me all day through... » (Magnifique oh c'est merveilleux, d'être amoureux de toi, belle tu es si belle, je pense toute la journée à toi...). Il reprend ce titre en 1963 dans son film américain La Fille à la casquette, avec Paul Newman.

## Reprises
Elle est reprise avec succès entre autres par Bing Crosby (1929), Ben Pollack (1929), Frankie Trumbauer (1929), Benny Goodman (1938), Dean Martin (1953), Pierre Lalonde (1964)...

## Télévision et cinéma
- 1929 : La Chanson de Paris, Richard Wallace (interprétée par Maurice Chevalier)
- 1944 : You Can't Ration Love (en), de Lester Fuller
- 1945 : Le Poison, de Billy Wilder
- 1952 : Le Cabotin et son compère, de Norman Taurog, avec le duo Dean Martin-Jerry Lewis (Martin and Lewis).
- 1953 : I Love Lucy, série de télévision.
- 1954 : Une fille de la province, de George Seaton, avec Bing Crosby et Grace Kelly
- 1963 : La Fille à la casquette, de Melville Shavelson avec Paul Newman (interprétée par Maurice Chevalier)
- 1973 : The Brady Bunch, série de télévision
- 1974 : Harry et Tonto, de Paul Mazursky